# Ternuay-Melay-et-Saint-Hilaire
Ternuay-Melay-et-Saint-Hilaire település Franciaországban, Haute-Saône megyében. Lakosainak száma 445 fő (2022. január 1.). Ternuay-Melay-et-Saint-Hilaire Faucogney-et-la-Mer, Belonchamp, Écromagny, Fresse, Mélisey és Servance-Miellin községekkel határos.

## Népesség
A település népessége az elmúlt években az alábbi módon változott:
| Lakosok száma | 522  | 523  | 516  | 487  | 469  | 460  | 453  | 448  | 445  |
|               | 2013 | 2015 | 2016 | 2017 | 2018 | 2019 | 2020 | 2021 | 2022 |